# ملی‌گرایی فرهنگی
ناسیونالیسم فرهنگی (انگلیسی: Cultural nationalism) از عقایدی است‌ که در آن ملت با فرهنگ مشترک تعریف می‌گردد، نه بر اساس مفاهیم نژاد مشترک.
ناسیونالیسم فرهنگی تمایلی به تجلی خود در جنبش‌های مستقل ندارد، اما معمولاً در طیف وسیع تری از ایدئولوژی ناسیونالیستی موضعی معتدل است.
بنابراین، مواضع معتدل در ناسیونالیسم های فلاندری یا هندو ممکن است «ناسیونالیسم فرهنگی» باشد، در حالی که همین جنبش‌ها شامل اشکال ناسیونالیسم قومی و عرفان ملی نیز می‌شود.
عضویت در کشور نه کاملاً داوطلبانه است (فرد نمی‌تواند فوراً فرهنگ کسب کند) و نه ارثی (فرزندان اعضای جامعه اگر در فرهنگ دیگری بزرگ شوند ممکن است خارجی در نظر گرفته شوند).
بنابراین اگر فردی از ملتی باشد اما فرزندش در فرهنگ دیگری بزرگ شده باشد، با وجود ملیت آن فرد، فرزند او از ملیت فرهنگی که در آن بزرگ شده‌است در نظر گرفته می‌شود و باید فرهنگ والدین خود را بیاموزد تا عضوی از ملیت والدین خود باشند (حتی اگر فرزند آن والدین شهروند کشور آنها باشد). بنابراین، ملیت فرهنگی مانند ناسیونالیسم مدنی از طریق شهروندی به دست نمی‌آید.

## ادبیات
- دیوید آبرباخ، ۲۰۰۸، ناسیونالیسم فرهنگی یهودی: ریشه‌ها و تأثیرات ،شابک ‎۰-۴۱۵-۷۷۳۴۸-۲
- کوساکو یوشینو، ۱۹۹۲، ناسیونالیسم فرهنگی در ژاپن معاصر: یک تحقیق جامعه شناختی ،شابک ‎۰-۴۱۵-۰۷۱۱۹-۴
- جی الن گینور، ۲۰۰۱، اجرای آمریکا: ناسیونالیسم فرهنگی در تئاتر آمریکایی ،شابک ‎۰-۴۷۲-۰۸۷۹۲-۴
- G. Gordon Betts، ۲۰۰۲، گرگ و میش بریتانیا: ناسیونالیسم فرهنگی، چندفرهنگی، و سیاست مدارا ،شابک ‎۰-۷۶۵۸-۰۷۳۱-۹
- Yingjie Guo، ۲۰۰۴، ناسیونالیسم فرهنگی در چین معاصر: جستجوی هویت ملی تحت اصلاحات ،شابک ‎۰-۴۱۵-۳۲۲۶۴-۲
- مایک فیدرستون، ۱۹۹۰، فرهنگ جهانی: ناسیونالیسم، جهانی شدن و مدرنیته ،شابک ‎۰-۸۰۳۹-۸۳۲۲-۰
- ستاره‌ها، روی، ۲۰۰۴، لندن: جهانی شرقی. 2004. شابک 1-901903-11-7.
- Vincent Martigny، ۲۰۱۶، Dire la France. فرهنگ(ها) و هویت ملی ،شابک ‎۹-۷۸۲-۷۲۴۶۱-۹۴۸۵